# Educação em Madrid
A educação em Madrid depende do Conselho de Educação da Comunidade de Madrid, que assume as competências da educação a nível regional.

## Educação
Estima-se que haja perto de 167 000 alunos no ensino infantil, 320 800 no ensino primário, 4 500 no ensino especial, e à volta de 50 000 em cursos de formação professional. Relativamete ao ensino superior estudam perto de um milhão de alunos, sendo que 60 0000 estão em universidades públicas, 410 000 em privadas.

## Universidades
A Comunidade de Madrid é sede de seis universidades públicas regionais e também sede da Universidade Nacional de Educação à Distância (UNED), no âmbito nacional.
- Universidade Complutense de Madrid
- Universidade Autónoma de Madrid
- Universidade Politécnica de Madrid[3]
- Universidade Rey Juan Carlos

Madrid é a sede do Conselho Superior de Investigaçóes Científicas (CSIC), do Centro Nacional de Investigações Cardiovasculares (CNIC), das diversas Academias espanholas e da Biblioteca Nacional.
No distrito de Moncloa está instalada a Cidade Universitária de Madrid, um barrio no qual se concentram a maior parte das faculdades e escolas superiores das universidades Complutense e Politécnica.